# Colus stejnegeri
Colus stejnegeri är en snäckart som först beskrevs av Dall 1884.  Colus stejnegeri ingår i släktet Colus och familjen valthornssnäckor. Inga underarter finns listade i Catalogue of Life.